# 波根湖
53°49′36″N 10°23′08″E / 53.8267°N 10.3855°E

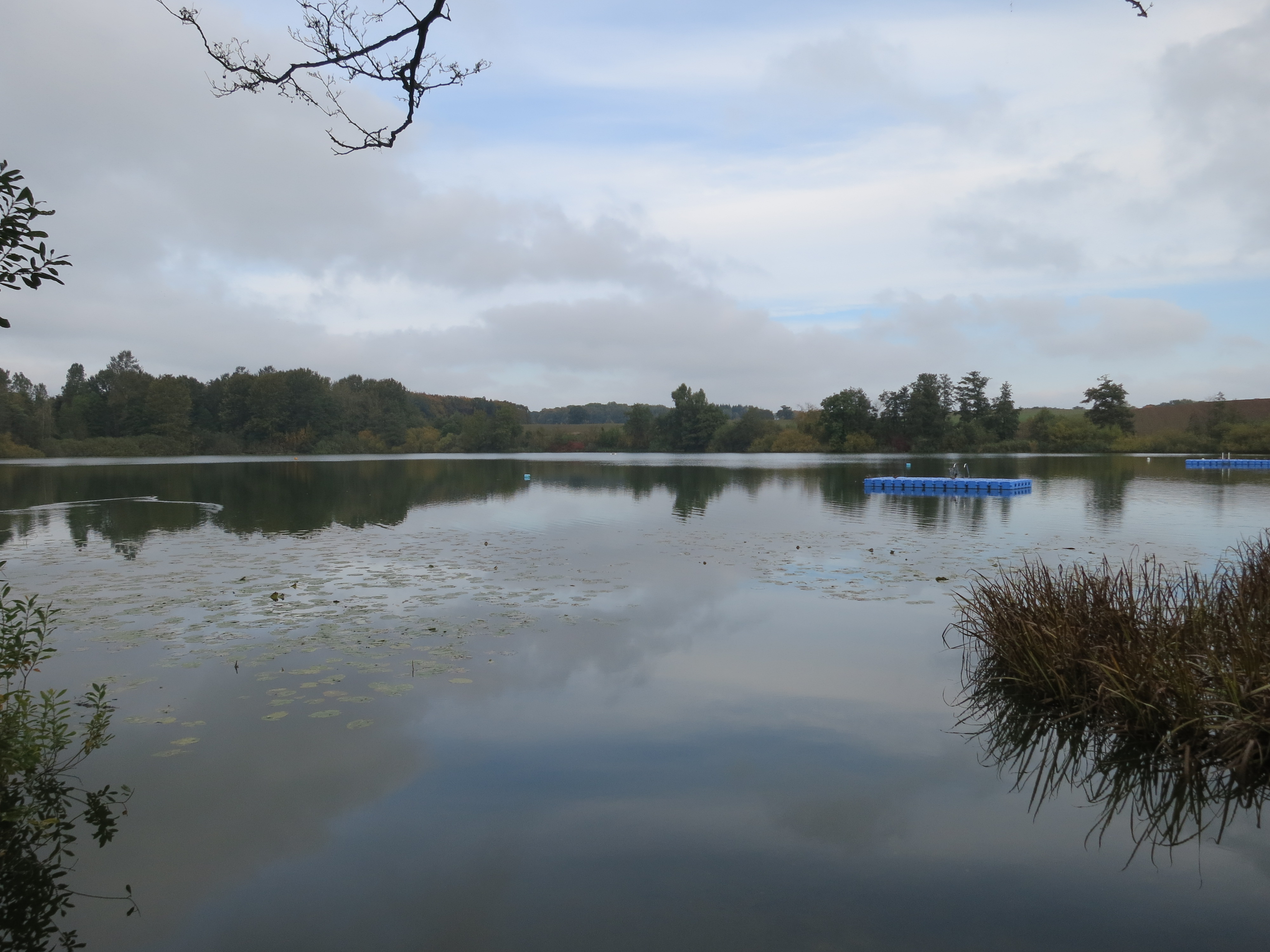

波根湖（德語：Poggensee），是德國的湖泊，位於該國北部石勒蘇益格-荷爾斯泰因州，由施托爾曼縣，面積0.09平方公里，海拔高度9.3米，平均水深3米，最大水深6.4米，水體容量26萬立方米，湖岸線長度1.1公里。